# グランド・セフト・オート:トリロジー:決定版
『グランド・セフト・オート：トリロジー：決定版』（グランド・セフト・オート トリロジー けっていばん、英: Grand Theft Auto: The Trilogy – The Definitive Edition）は、ロックスター・ゲームスより2021年11月12日に発売されたアメリカ合衆国のクライムアクションゲーム。旧3Dシリーズ3作品の完全リマスター版である。
PS4/Switchパッケージ版は2022年1月27日に発売された。PC（Steam）版は2024年1月20日に配信開始。スマートフォン版（iOS / Android）は同年12月14日がNetflix版（無料）に配信され、通常版（有料）では12月15日配信された（Netflix版『III』と『VC』で1年間ぐらいにストアから削除され、Netflix版『SA』ではまだ続けている）。『GTA：トリロジー：決定版』と表記されることもある。

## 概要
2021年10月9日に突如発表された。当初はPlayStation 5及びXbox Series X/S版の『グランド・セフト・オートV』に同梱される予定だった。
GTAシリーズ恒例のチートを使った裏技は本作にも存在しており、コナミコマンドを使った裏技も存在する。

### グランド・セフト・オートIII

新しく作り直された『グランド・セフト・オートIII』のロゴ

### グランド・セフト・オート・バイスシティ

新しく作り直された『グランド・セフト・オート・バイスシティ』のロゴ

### グランド・セフト・オート・サンアンドレス

新しく作り直された『グランド・セフト・オート・サンアンドレス』のロゴ

## 主人公
クロード（Claude）
『Ⅲ』の主人公で、30歳。無口な主人公のため、声優はいない。『サンアンドレアス』にも登場している（21歳）。
トミー・ベルセッティ（Tommy Vercetti）
声 - レイ・リオッタ（故人）
『バイスシティ』の主人公。イタリア系アメリカ人で、35歳。本名は「トーマス（Thomas）」。
カール・ジョンソン（Carl "CJ" Johnson）
声 - ヤング・メイレイ
『サンアンドレアス』の主人公。アフリカ系アメリカ人（黒人）で、24歳。

## オリジナル版から決定版の変更点
- 本作の操作は『GTA V』のスタイルレイアウトを採用した。ただし、オプションからオリジナル版のスタイルレイアウトに設定することも可能。

- ラジオはオリジナル版であるが、一部の音楽が削除されている。

- チートコードはオリジナル版と同様だが、一部のチートが「技術的な理由」により削除されている[9]。全シリーズでは新チートコードは『リバティーシティ・ストーリーズ』のお馴染みチート名は『頭巨大化（Big Head Mode）』で、チートコードはコナミコマンドである。

- ダッシュ（スプリント）機能はオリジナル版ではバットやライフル系などが装備した時にダッシュ不可能だったが、本作では可能になった。ただし、ジャンプはロケランやミニガンなど装備した時に不可能となる。

- 『Ⅲ』と『バイス・シティ』では昨年に配信したモバイル（iOS/Android）版を実装する「ラン・アンド・ガン（走りながら武器を狙う）」（ライフル系、ショットガン系、火炎放射器、ミニガンがエイム中に移動可能になる）機能が家庭用ゲーム版（PC/PS/Xbox/Switch）に最新アップデートにより実装された。

- 表現規制は全世界で同時配信されるため、海外版と同様で差異はない。ただし、過去プラットフォームの違い（描写など）は存在する[10]。

- モバイル（iOS/Android）版で既に他のバグが修正し、グラフィック設定から「クラシック・ライティング」モードが追加されるとオリジナル版の空の雰囲気が近くになった状態[11]。PC版及び次世代ゲーム（PS5/Xbox Series）版で2024年11月12日に大型改修アップデートが配信し、翌日には前世代ゲーム（PS4/Xbox One）版及びNintendo Switch版が配信された。

## サウンドトラック
- グランド・セフト・オートIII サウンドトラック
- グランド・セフト・オート・バイスシティ サウンドトラック
- グランド・セフト・オート・サンアンドレアス サウンドトラック